# Histoire de l'extraction du charbon
Le charbon (ou la houille) est exploité depuis des siècles, et utilisé comme combustible et source d'énergie.

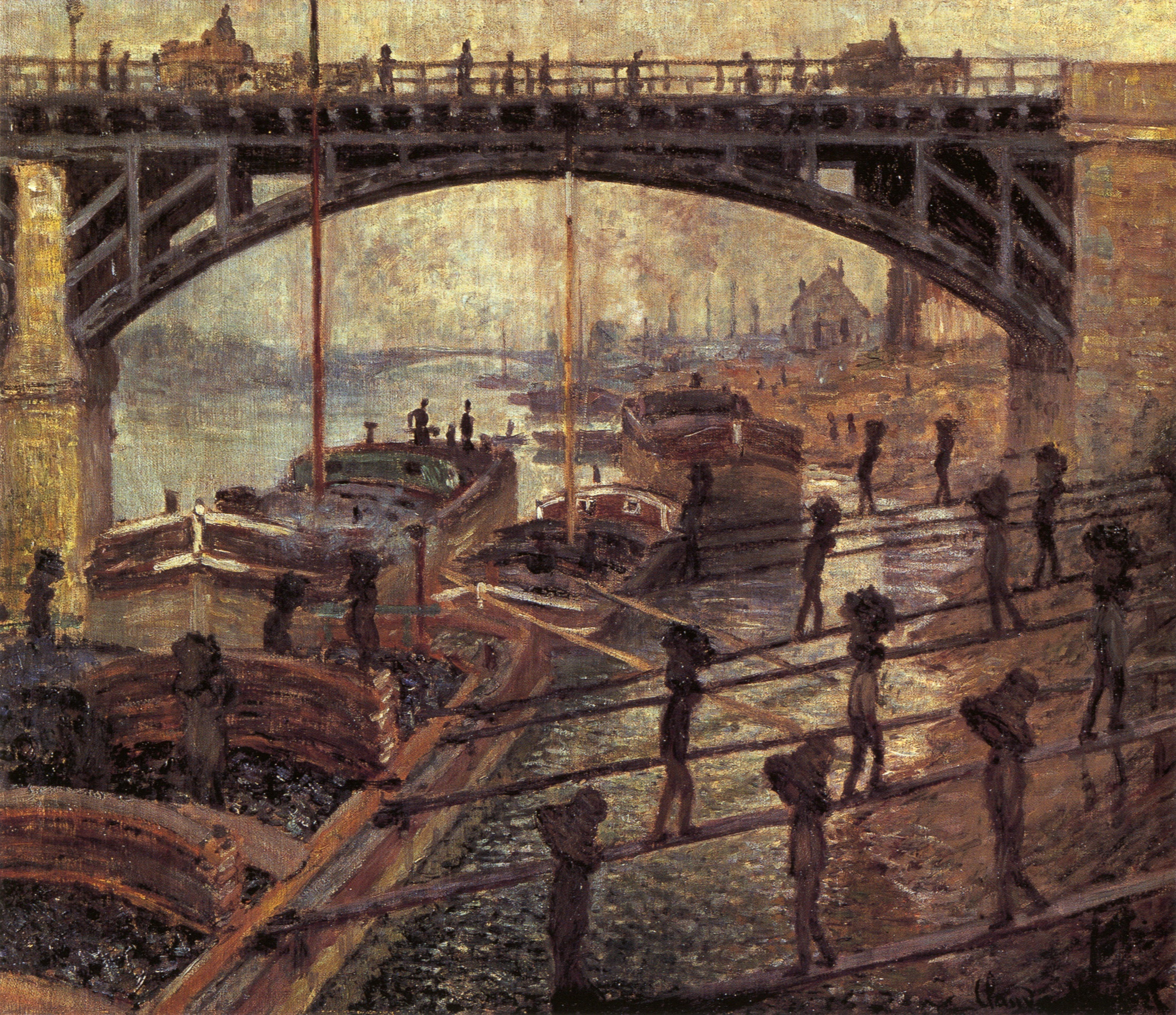
Au XIXe siècle, dans les grandes villes européenne le charbon est devenu indispensable. Il est amené par train ou voie d'eau. Ici : déchargement du charbon à dos d'homme à partir de péniches sur les quais de la Seine près du pont ferroviaire d'Asnières, peint par Claude Monet en 1875. Les Déchargeurs de charbon est conservé au musée d'Orsay

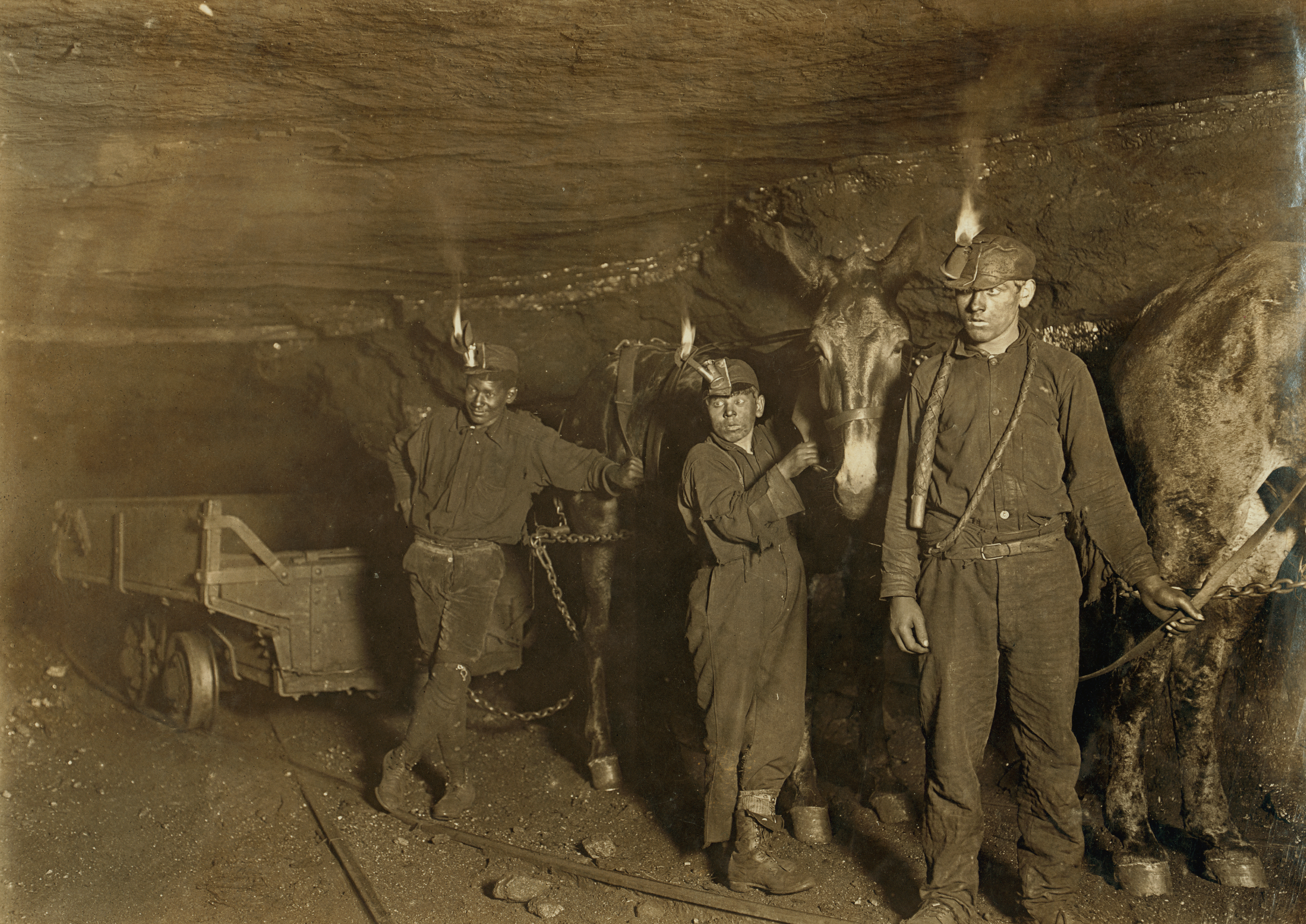
Adultes, enfants et mulets, au fond, en 1908

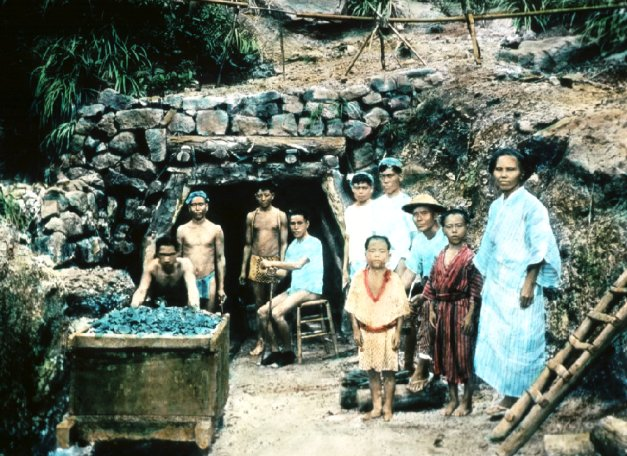
Entrée d'une mine de charbon, sur l'une des Îles Yaeyama, au Japon

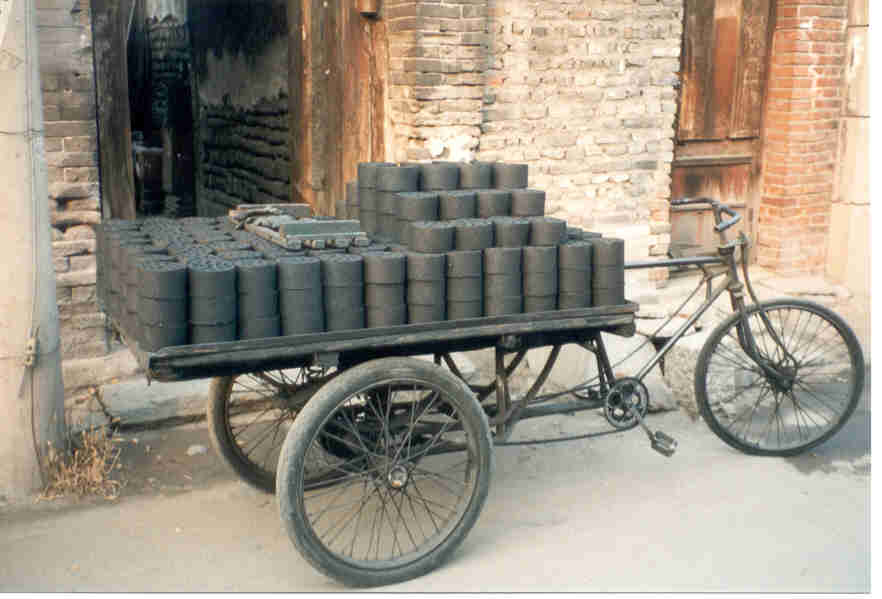
En Asie de nombreux foyers sont alimentés (chauffage, cuisine) par des pains de charbon reconstitué à partir de poussière de charbon. Ils contribuent à la dégradation de la qualité de l'air intérieur et urbain

C'est au XVIIIe siècle, en Angleterre, lors de la révolution industrielle que va se généraliser son utilisation. L’invention de la machine à vapeur est déterminante, seul le charbon, à l’époque, est capable de fournir assez de chaleur pour produire de la vapeur. À partir de ce moment-là commence l'exploitation industrielle des mines de charbon un peu partout en Europe, puis dans le monde.
Depuis les années 1970, les problèmes environnementaux sont devenus de plus en plus importants, ainsi que la santé des mineurs, la destruction des paysages, la pollution de l'air, et la contribution de la combustion du charbon au réchauffement climatique. En 2019, pour la première fois dans l'histoire minière, un tribunal a - en Nouvelle-Galles du Sud, en Australie, pays qui est le second exportateur de charbon au monde - interdit l'ouverture d'une nouvelle mine de charbon à ciel ouvert au motif de la contribution qu'elle aurait en termes d'émission de gaz à effet de serre et pour la contribution qu'elle aurait en termes de réchauffement de la planète.
L'histoire du charbon d'un site, d'une région minière ou d'un pays ne se conclut pas avec la cessation de l'exploitation de la dernière mine. Vient alors le temps de l'après-mine, qui est aussi celui de la gestion longue et complexe de séquelles minières, avec en particulier le drainage minier acide, les affaissements miniers, les émissions de méthane (grisou) des mines de charbon fermées, les problèmes de santé publique, etc..

## Exploitation ancienne

### En Chine
Marco Polo signalera, à son retour de Chine, que les Chinois chauffaient leurs maisons et cuisaient leurs aliments en faisant brûler d’étranges pierres noires. 

### En Europe
La houille est utilisée depuis le XIe siècle comme combustible pour le chauffage et même la cuisson (ce qui peut s'avérer toxique).

#### Au USA
Les travailleurs n'étaient pas payés en espèces ; ils étaient plutôt payés avec des bons de crédit non transférables qui ne pouvaient être échangés que contre des marchandises vendues dans le magasin de l'entreprise. Il était donc impossible pour les travailleurs d’accumuler des économies. Les travailleurs vivaient également généralement dans des dortoirs ou des maisons appartenant à l'entreprise, dont le loyer était automatiquement déduit de leur salaire. Aux États-Unis, le système des camions et la servitude pour dettes qui y est associée ont persisté jusqu'à ce que les grèves du nouveau syndicat United Mine Workers et de ses syndicats affiliés mettent fin à ces pratiques.

#### En Allemagne

##### Bassin charbonnier de la Rhur
Le Bassin minier rhénan est né au XIXe siècle et à connu une très forte croissance à la fin du siècle.

##### Bassin charbonnier de la Sarre
Le développement du bassin des Houillères de la Sarre s'est fait tardivement. En 1850, 600 000 tonnes par an seulement étaient extraites dans les Houillères de la Sarre. C'est l'arrivée des chemins de fer qui alors fit bondir la production : 1855, 1,5 million de tonnes, avec 10 095 ouvriers et en 1869, 3,44 millions de tonnes. En 1949, 16,3 millions de tonnes de charbon ont été extraites par 65 000 mineurs.
| Années | Production (tonnes) | Effectif employé |
| ------ | ------------------- | ---------------- |
| 1790   | 50.000              | 300              |
| 1816   | 100.000             | 917              |
| 1830   | 200.000             | 1245             |
| 1855   | 1.500.000           | 10.095           |

En 1913, la production s'élève à 12 300 000 tonnes. Les houillères de Sarre ont atteint leur maturité.
|                                            | 1957   | 1975   | 2006  | 2010  |
| ------------------------------------------ | ------ | ------ | ----- | ----- |
| Production de houille (millions de tonnes) | 16,3   | 9      | 3,7   | 1,4   |
| Effectif total                             | 58 290 | 16 980 | 3 908 | 3 200 |
| dont : mineurs de fond                     | 40 630 | 10 950 |       | 1 680 |

#### En Belgique
En 1251, l'évêque de Cambrai attribue à l'Abbaye de Lobbes la moitié du charbon (et de tout ce qui s'y rapporte) des environs de Gilly. Mais on ne peut pas dire qu'une véritable extraction ait commencé avant le XIVe siècle.
Francesco Guicciardini en 1567 rapporte l’existence, dans le Hainaut, à Liège et à Namur entre autres, d'exploitations « de celle sorte de charbons, comme pierre noire qu'ils, appellent "Houille", comme aussi y en ha beaucoup autour de Liège, & de Namur, & s'en faict bon feu, & est fort chaud, mais de senteur graue, qui nuiroit a la teste de qui n'en fust accoustumé ».
Peu après, Jean-Baptiste Gramaye en 1589 signale que dans la région de Namur « on trouve plus encore de ce charbon de pierre que nous Allemands nous appelons steinkohle ; les habitants cependant, de même que les Éburons chez qui des quantités comparables ont été découvertes, le nomment houille. Les érudits l'appellent lithantraces. Ces minéraux ont une nature merveilleuse : alors que toutes les autres matières sont enflammées avec de l’huile et brûlent davantage, ces matériaux au contraire sont embrasés par l’eau qu’on y jette et éteints par l’huile. Les habitants et les peuples qui leur sont voisins (où l’on brûle aussi ce type de pierre) font dans leurs maisons des feux clairs et ardents avec ces minéraux. Les forgerons peuvent aussi amollir plus facilement le fer ainsi qu’avec tout autre matériau ».
À partir du XVIe siècle, l'usage du charbon se répand chez les petites gens. L'odeur qu'il dégage le rend impopulaire jusqu'à ce que les poêles se répandent.

#### En France

##### Production française
L'exploitation industrielle en France des mines de charbon a débuté réellement via la Compagnie des mines d'Anzin, l'une des premières grandes sociétés européennes, mais sur un territoire alors rattaché à la Flandre belge, et concurrencée très tôt par celle plus ancienne mais plus artisanale dans le Bassin houiller de la Loire où affleuraient les veines de charbon, disposées dans le sens ouest-est, en plan incliné.
Le Bassin houiller de la Loire joue un rôle-clé au tout début de la Révolution industrielle, quand les métiers de la métallurgie lourde et de la verrerie utilisent les sables du Rhône acheminés depuis Givors et le minerai de fer bourguignon. Il devient ainsi un important centre de production de houille, même s'il subit à partir des années 1840 la concurrence du bassin minier du Nord-Pas-de-Calais, qui le dépasse en milieu du siècle grâce au prolongement de l'extraction, également vers l'ouest, à Douai et Lens, alors qu'il était jusque-là limité au Valenciennois. Le bassin minier de Lorraine s'est développé lui plutôt dans le dernier tiers du siècle, sous administration allemande, en bénéficiant de la proximité du premier gisement européen de minerai de fer. Les autres bassins, plus petits, n'ont eu qu'un apport plus marginal, même si certains en France méridionale sont très anciens.
Dès les années 1780, la partie la plus orientale du Bassin houiller de la Loire a bénéficié du creusement d'un canal le long du Gier, le canal de Givors, ouvert en 1781, avec une production de charbon passée de 70 000 tonnes en 1779 à 100 000 tonnes en 1789, soit 45% de plus en dix ans.
Dans l'autre partie, plus occidentale, du Bassin houiller de la Loire, celle de Saint-Etienne, la production de charbon a progressé plus tard mais plus vite, dépassant celle du Gier en 1834 et dopant le total de celle du Bassin houiller de la Loire : 222 700 tonnes en 1825 puis 300 000 en 1833 et 573 000 en 1836, un quasi triplement en 11 ans. La Manufacture d'armes de Saint-Étienne assure alors un débouché de base, puis c'est le transport par la Loire et le Rhône qui l'augmente. Pour la seule ville de Saint-Etienne, elle était de 19 600 tonnes en 1812, avec 15 puits pour la plupart de moins de 50 mètres. La population de la ville de Saint-Étienne atteint près de 100 000 habitants en 1856, après avoir quintuplé en seulement 35 ans, essor l'un des plus rapides de France. Le boom des mines de charbon stéphanoises est permis par les deux premières lignes de chemin de fer du continent européen, la Ligne de Saint-Étienne à Andrézieux et la Ligne de Saint-Étienne à Lyon, qui désenclavent une ville dont l'altitude moyenne dépasse 500 mètres au-dessus de la mer.
Pour l'ensemble du bassin de la Loire, le tonnage de charbon extrait est passé de 61 000 tonnes en 1790 à 284 600 tonnes en 1830 puis 467 000 en 1835, soit un doublement en seulement cinq ans, les années de la voie ferrée nouvelle. Vers 1830, l'apparition des bennes montées sur roues y a contribué. Dès 1832, les mineurs du Gier se sentent concurrencés par ceux de l'ouest et en 1837, ils réagissent en formant la Compagnie des mines de la Loire, qui achète des concessions à l'ouest et devient vraiment opérationnelle en 1846 quand elle regroupe 82% de la production du département.
La Compagnie des Mines de la Loire extrait en 1844 près de 85 % du charbon de l’ensemble du Bassin houiller de la Loire et emploie 4 000 mineurs, essentiellement à Rive-de-Gier, tandis que la production ne monte vers Firminy, dans l'ouest, qu'à partir du milieu du siècle.
Globalement, le charbon français connait une croissance plus tardive qu'en Angleterre et en Belgique, et beaucoup moins rapide qu'en Allemagne. La stratégie malthusienne des compagnies françaises débouche sur une pénurie de charbon dans l'hexagone, aggravée lorsque les Allemands détruisent les puits pendant la Première Guerre mondiale. Pour trouver d'autres sources d'énergie et ne pas trop importer de charbon, l'État et la Bourse favorisent la multiplication par huit de la production hydroélectrique dans les années 1920, puis l'émergence du nucléaire dans les années 1960.

##### Usages
On lit dans l'Encyclopédie ou Dictionnaire raisonné des sciences, des arts et des métiers (1772) :
« Le charbon de terre est d'une grande utilité dans les usages de la vie. Dans les pays où le bois n'est pas commun, comme en Angleterre & en Écosse, on s'en sert pour le chauffage & pour cuire les aliments ; & même bien des gens prétendent que les Viandes rôties à un pareil feu, sont meilleures; il est certain qu'elles sont plus succulentes, parce que le jus y est plus concentré. (...) Pour le ménager, les pauvres gens le réduisent en une poudre grossière qu'ils mêlent avec de la terre glaise ; ils travaillent ce mélange, comme on feroit du mortier; ils en forment ensuite des boules ou des espèces de gâteaux, qu'on fait sécher au soleil pendant l'été. On brûle ces boules avec du charbon de terre ordinaire ; & quand elles font rougies, elles donnent pendant fort long-temps une chaleur douce & moins âpre que celle du charbon de terre tout seul. ».

## Usages industriels
En 1589, la houille keupérienne de Corcelles est utilisée pour la première fois afin d'évaporer de la saumure, à la saline de Saulnot en Haute-Saône.
Le charbon est ensuite utilisé, surtout à partir du XVIIe siècle, dans l'industrie : briqueteries, fours à chaux, brasseries, distilleries, raffineries de sucre, savonneries et sauneries, ainsi que dans les verreries. Il s'agit de processus de production où la flamme n'entre pas en contact avec le produit, ou de fabrications dans lesquelles les impuretés du charbon n'exercent pas d'effets négatifs.
Dans l'Encyclopédie ou Dictionnaire raisonné des sciences, des arts et des métiers (1772) : « Plusieurs Arts & Métiers font, outre cela, un très grand usage du charbon de terre. Les Maréchaux & Serruriers, & tous ceux qui travaillent en fer, lui donnent la préférence sur le charbon de bois ; parce qu'il échauffe plus vivement que ce dernier, & conserve la chaleur plus long-tems. En Angleterre, on s'en sert dans les Verreries de verre ordinaire, & même de crystal; on en vante sur-tout l'usage pour cuire les briques & les tuiles ; & dans beaucoup d'endroits on s'en sert avec succès pour chauffer les fours à chaux. »

## Exploitation des mines

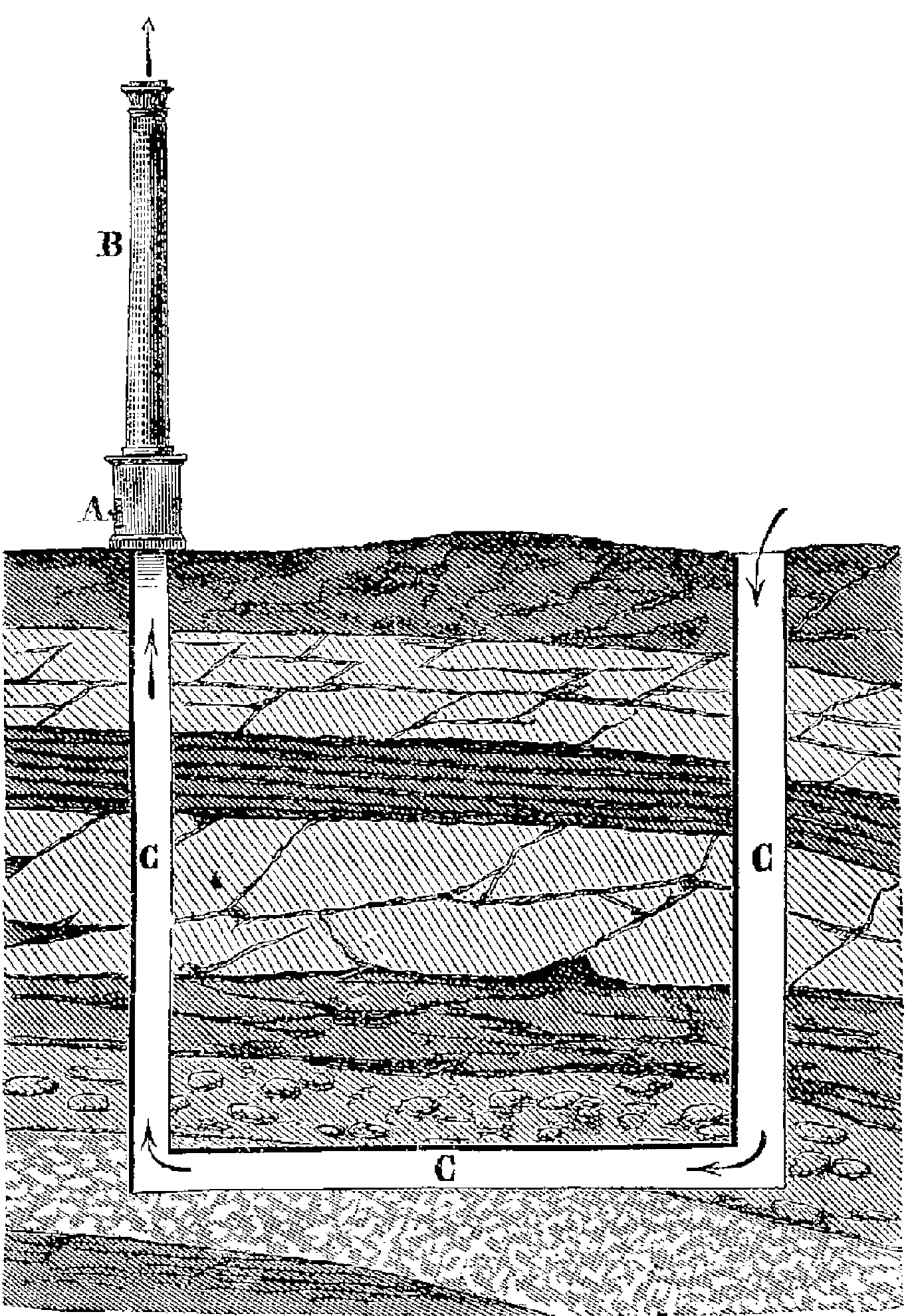
Principe du « toc-feu ».

Jusqu'au XIXe siècle la plupart des charbonnages ne sont que des modestes fosses. À la fin du Moyen Âge en Belgique, les Comparchonniers, ou comparsonniers, sont des mineurs de charbon, travaillant sur des terres appartenant à des seigneurs et leur versant une redevance appelée le droit d'entrecens, ou travaillant sur leurs propres terres. Parmi les "comparchonniers", on trouve de simples mineurs, mais aussi des marchands et nobles, les "arniers", propriétaires du gisement concerné, ainsi que des apporteurs de capitaux extérieurs au chantier.

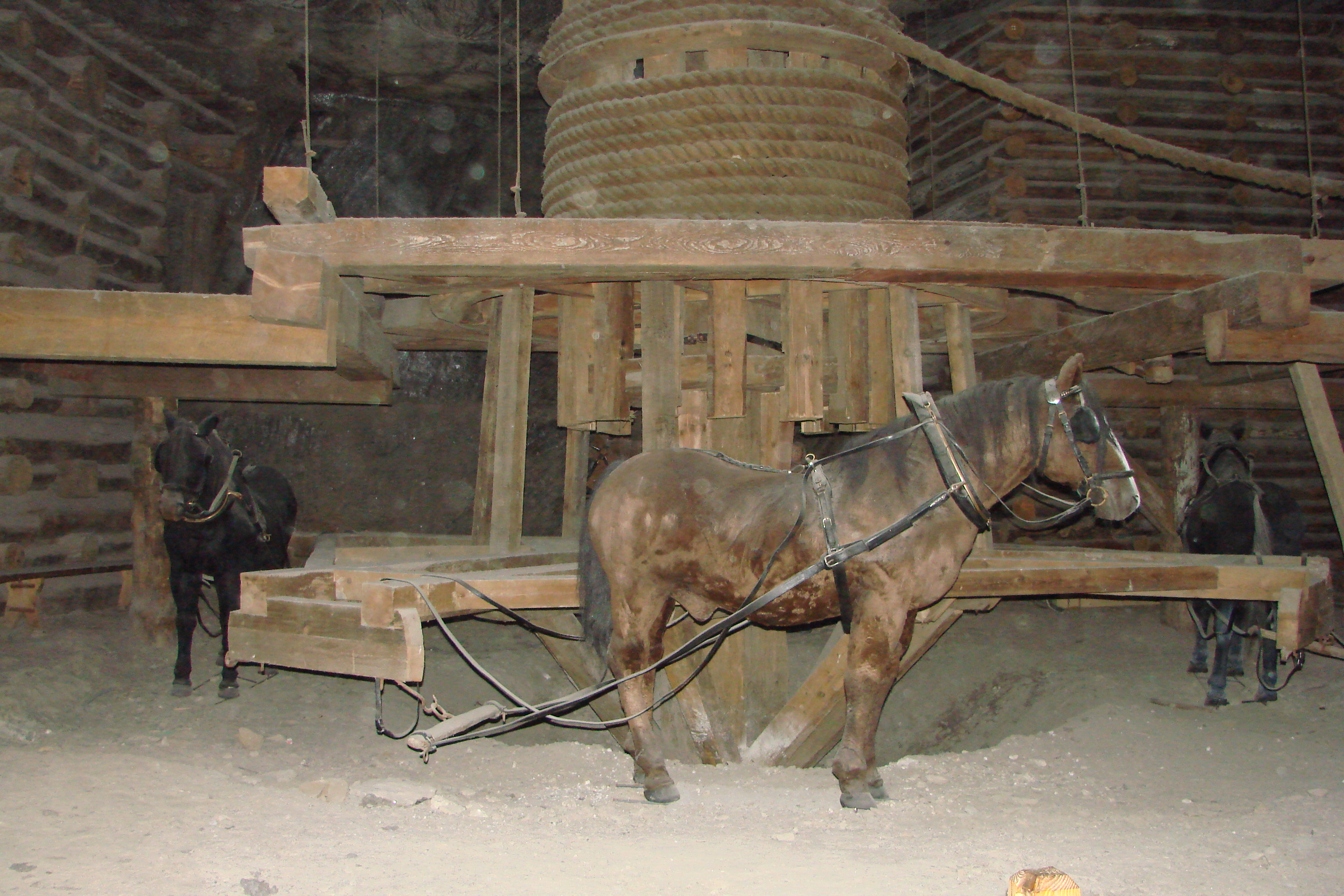
Un manège à chevaux dans la mine de sel de Wieliczka en Pologne.

Pour des problèmes techniques, et notamment l'exhaure, c'est-à-dire le pompage de l'eau dans les exploitations souterraines, les puits sont ouverts là où les veines de charbon affleurent. Le matériel est souvent réduit : treuil à bras ou manège à chevaux (hernaz, baritel) actionnant une machine à molette, une chaîne (la chiff) servant à la remontée des paniers de houilles, une baraque servant au maître de fosse et aux ouvriers. Le transport du charbon est réalisé par portage humain (les botteresses) jusqu'aux aires de stockage et de vente. Le puits est subdivisé en deux par une cloison de planches. Un compartiment sert à l'extraction, l'autre à l'aérage. La profondeur excède rarement 80-100 mètres. Au-dessus du compartiment de ventilation, un brasero au charbon (le toc-feu) et une cheminée de brique sert à accélérer l'extraction de l'air. L'exhaure se fait par areine : l'eau est remontée par des tonneaux ou par des pompes.

## La révolution industrielle

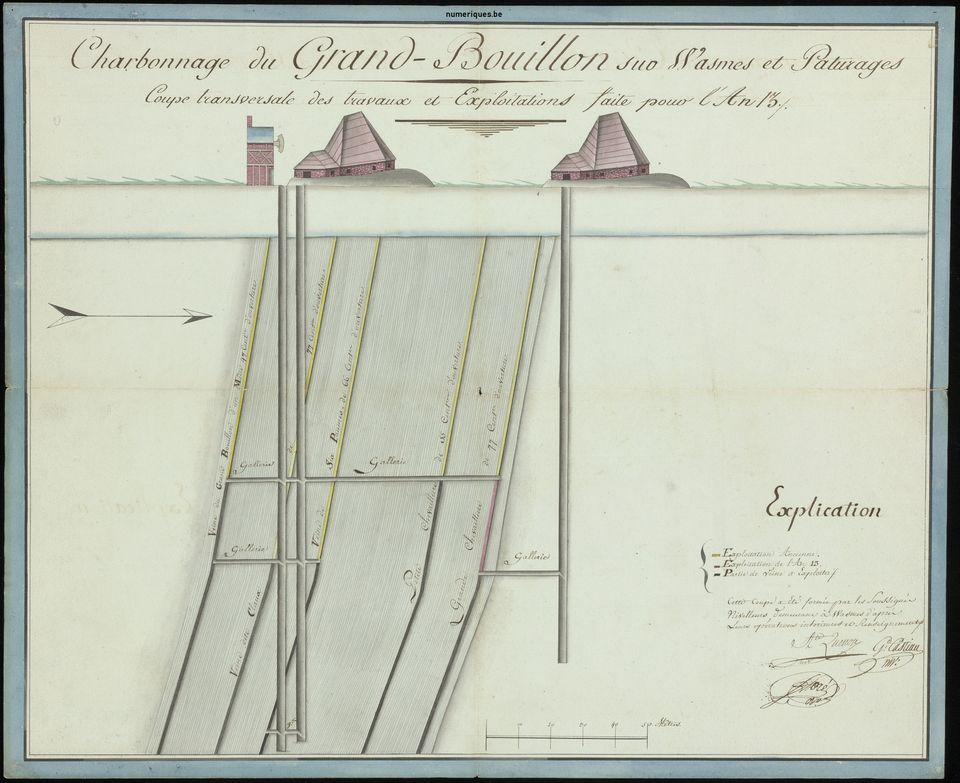
Charbonnage du Grand-Bouillon sur Wasmes et Paturages ; coupe transversale des travaux et exploitations faite pour l'an 13 (1804/5).

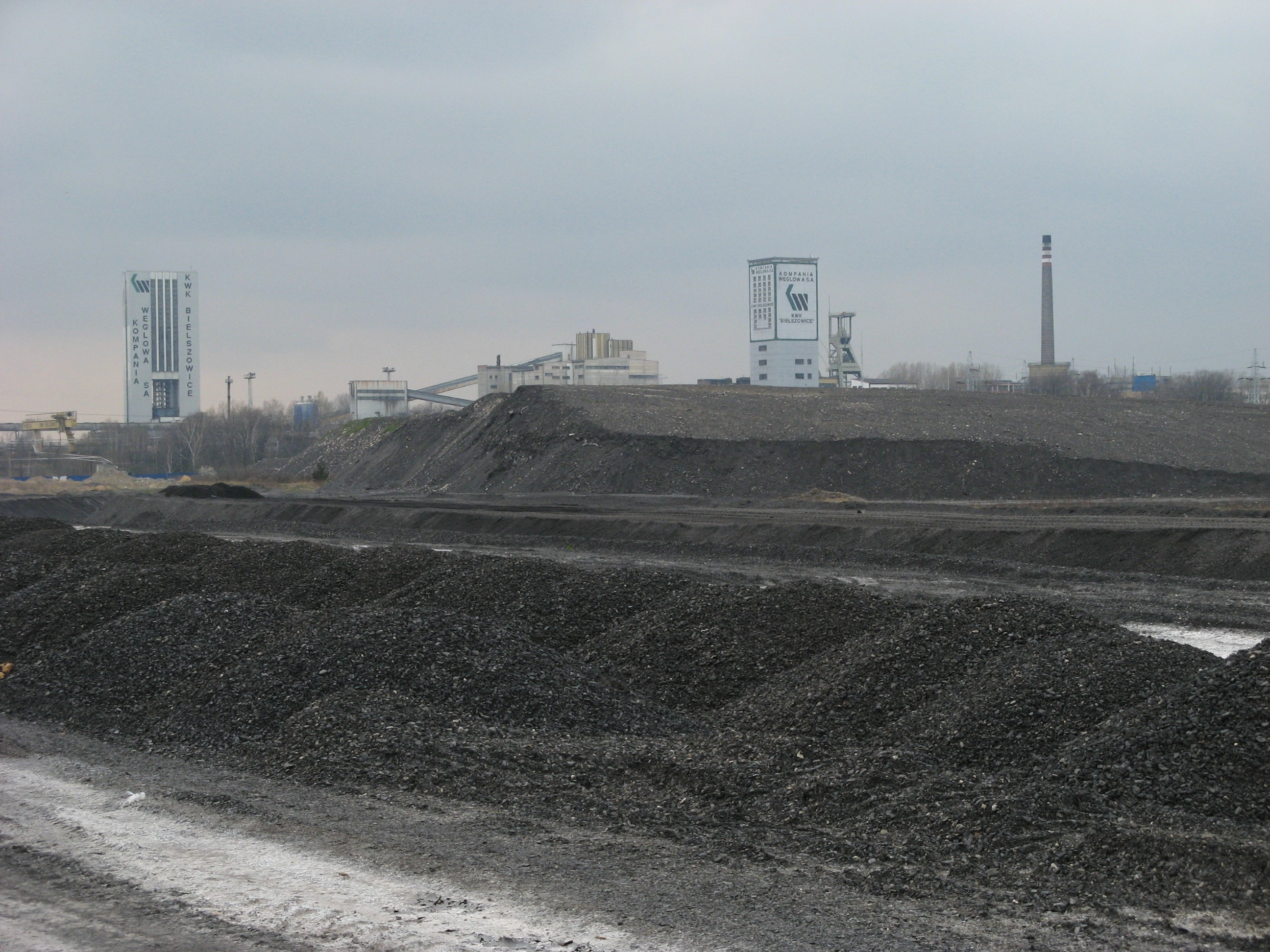
L'exploitation souterraine ou à ciel ouvert du charbon (ici à Bielszowice, en Pologne) a toujours des impacts sur le paysage, l'environnement et la santé. Le charbon est aussi une source de CO_{2}, gaz à effet de serre, de même que le méthane qui dégaze des veines à l'air libre sous forme de grisou ou de gaz très dilué.

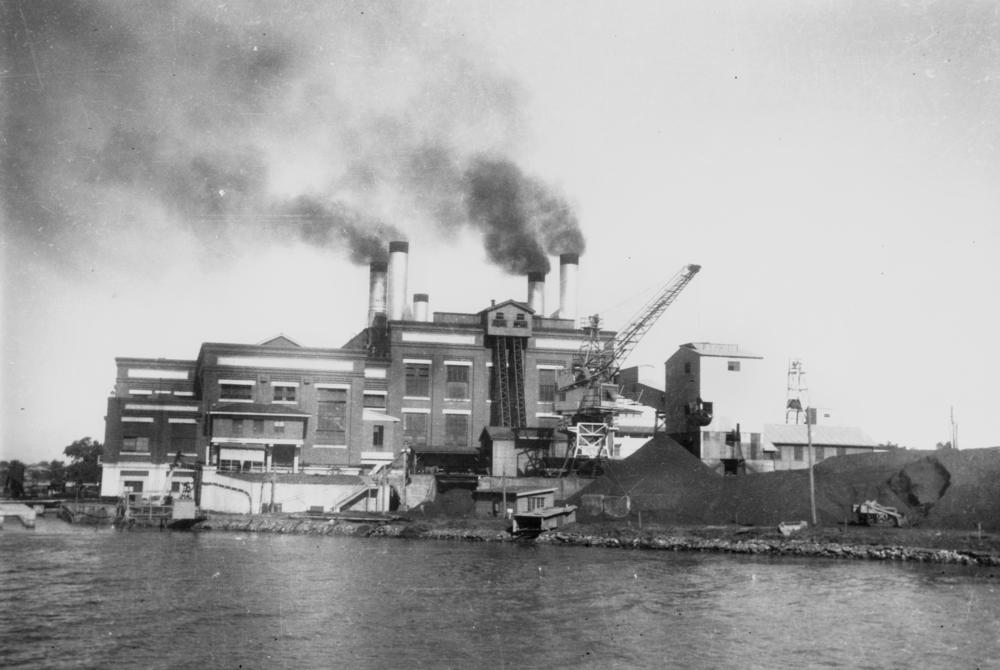
Des millions de tonnes de charbons ont alimenté des milliers de centrales thermiques de par le monde, en étant source de gaz à effet de serre d'une importante pollution de l'air et de crassiers de cendres et mâchefers pollués.

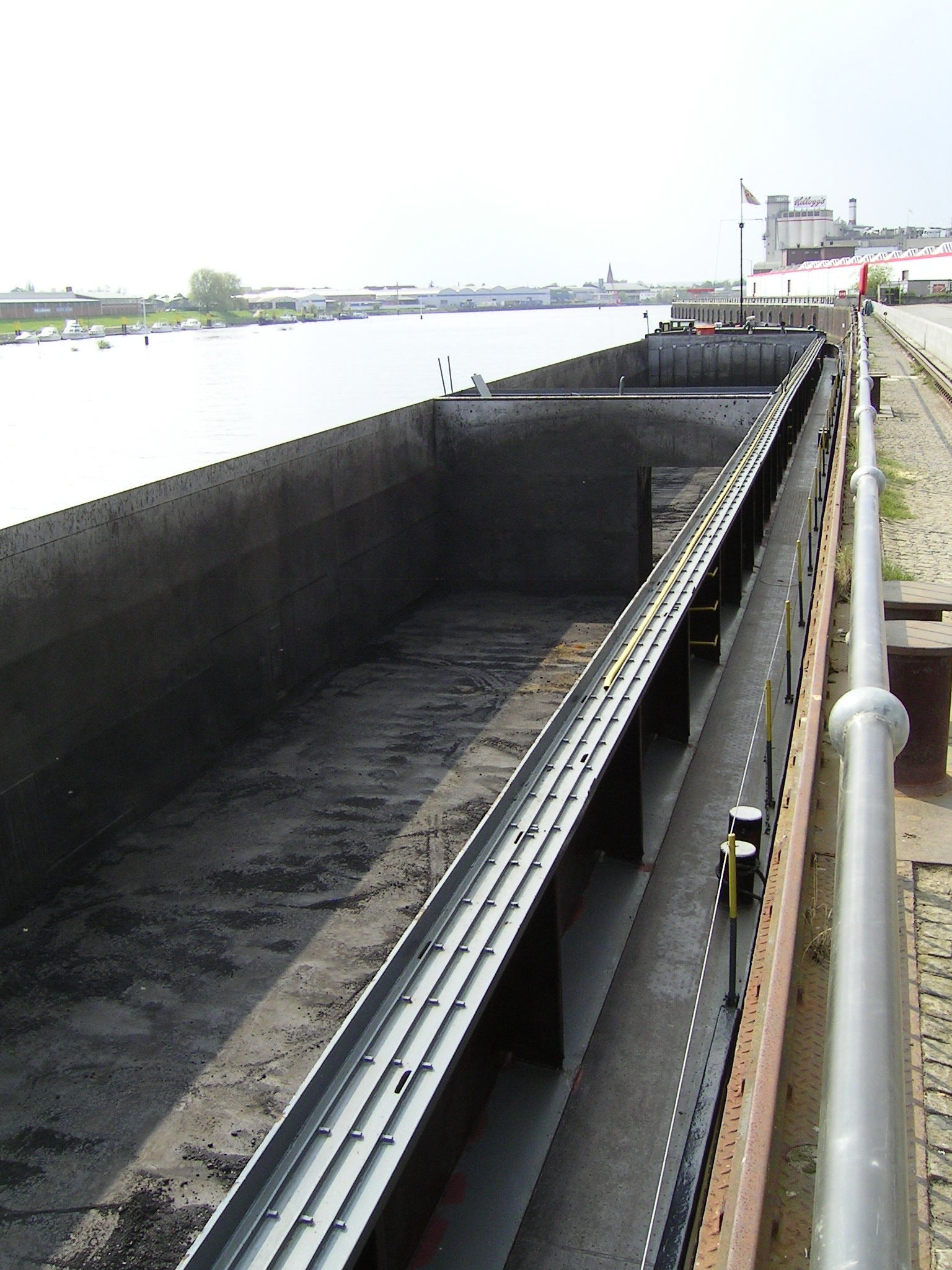
Tanker "charbonnier"

La révolution industrielle, qui a commencé en Grande-Bretagne au XVIIIe siècle, et s'étendit ultérieurement à l'Europe continentale, à l'Amérique du Nord et au Japon, était basée sur la disponibilité de charbon pour actionner des machines à vapeur. Le commerce international se développa d'une façon exponentielle lorsque l'on construisit des machines à vapeur alimentées par du charbon pour les chemins de fer et les bateaux à vapeur à l'aube de l'époque victorienne dans les années 1810-1840. Le charbon était meilleur marché et beaucoup plus efficace énergétiquement que le bois pour la plupart des machines à vapeur.
Étant donné que le centre et le nord de l'Angleterre contiennent beaucoup de charbon, beaucoup de mines étaient situées dans ces régions, ainsi qu'au sud du Pays de Galles et en Écosse. Les techniques d'extraction à petite échelle n'étaient pas adaptées à la demande croissante, alors que l'extraction se déplaçait de l'extraction en surface aux puits profonds au fur et à mesure de l'avancement de la révolution industrielle.
Dans les zones possédant beaucoup de charbon, tous les hommes travaillaient à la mine, ainsi que les enfants dès 13 ans. Ils descendaient jusqu'à 200 mètres sous terre et extrayaient le charbon à la pioche et à la pelle. Le métier était dangereux, les coups de grisou fréquents. Aujourd'hui, une partie de ce travail est effectuée par des machines et les normes de sécurité ont beaucoup évolué.
En France, la stratégie malthusienne des compagnies débouche sur une sous-production et une pénurie, aggravée lorsque les Allemands détruisent les puits pendant la Première Guerre mondiale. Pour pallier cette pénurie, l’État et la Bourse favorisent la multiplication par huit de la production hydroélectrique dans les années 1920, puis l'émergence du nucléaire après la Seconde Guerre mondiale.

## Le coke
En Angleterre, le risque de pénurie de charbon de bois, initialement utilisé dans les fonderies, oblige l’industrie métallurgique anglaise à rechercher une autre matière première pour son industrie : le charbon de terre, la houille. À l’état brut, celui-ci est impropre aux utilisations de cette industrie et nécessite une « distillation » dans des cornues, regroupées en batteries, dans une usine appelée cokerie. Le produit obtenu est le coke.
La date de l’invention du coke n’est pas réellement connue. Le métallurgiste allemand du XIXe siècle Adolf Ledebur mentionne un dépôt de brevet par l’anglais Dudd Dudley en 1619. Le développement réel de la production de coke aura lieu à la fin du XVIIIe siècle. C’est notamment le remplacement par Abraham Darby du charbon de bois par le coke qui lança son utilisation industrielle.

## Le gaz d'éclairage
La « distillation » (en fait une pyrolyse) de la houille permettra par la suite d'obtenir le gaz de houille à des fins d'éclairage. Le gaz de houille contient 50 % de dihydrogène, 32 % de méthane et 8 % de monoxyde de carbone.
La propriété de la découverte du gaz d'hydrogène carburé (Lebon) ou gas light (Murdoch), ou gaz de houille, (mais aussi gaz d'éclairage, gaz manufacturé, gaz de ville, etc.), aux alentours de 1800, a fait débat à l'époque. Elle se trouve partagée entre le Français Philippe Lebon, l'Anglais William Murdoch, l'Allemand Frédéric-Albert Winsor, le Limbourgeois Jan Pieter Minckelers qui est le seul à ne lui a pas avoir donné de suites industrielles. À partir de 1812, la diffusion du gaz de houille comme gaz d'éclairage se fait à Londres d'abord, à Paris ensuite, sous l'impulsion de Frédéric-Albert Winsor, à une époque où l'on s'éclaire encore à l'huile. Dans la foulée, diverses sociétés sont fondées dans le but d'équiper les grandes villes européennes, parmi lesquelles la société anglaise Imperial Continental Gas Association, qui seront à l'origine des grands groupes énergétiques modernes.
Dans un premier temps des usines à gaz sont construites pour produire le gaz de houille (d'où son nom de gaz manufacturé) ; la revente du coke, sous-produit de la fabrication du gaz, est suffisant pour payer la houille. Dans un second temps, l'approvisionnement en gaz se fait auprès des cokeries. Le gaz devient sous-produit de la fabrication du coke. Ce développement des cokeries est favorisé par l'essor de la carbochimie à partir de 1920 et la valorisation de nouveaux sous-produits du coke : benzol, hydrogène, éthylène, etc.
Le gaz de ville, sur le tard, contiendra également du gaz à l'eau produit par réaction de la vapeur d'eau sur du charbon incandescent.
Les gaz manufacturés sont remplacés pour l'éclairage urbain par l'électricité à partir de 1880, et pour ses différents usages domestiques et industriels, notamment le chauffage et la cuisson, par le gaz naturel, surtout à partir de la crise de 1929, plus largement à partir de la fin de Seconde Guerre mondiale.

## Carbochimie
La carbochimie permet l'exploitation des sous produits de la distillation de la houille : les goudrons de houille sont des mélanges complexes et variables de phénols, hydrocarbures aromatiques polycycliques (HAP) et de composés hétérocycliques.

## Gaz de synthèse
La transformation du charbon en gaz suscite un regain d'intérêt avec la découverte en 1926 du procédé Fischer-Tropsch (permettant de générer un carburant liquide synthétique appelé synfuel ). À l'occasion l’appellation gaz de synthèse ou syngas (abréviation de synthetic gas) fait son apparition : elle englobe les gaz manufacturés ainsi que les expériences modernes pour créer des gaz synthétiques. L'utilisation du charbon à cette fin, après un regain d'intérêt au milieu des années 1980, reste totalement marginale. Au milieu des années 1980, les hydrocarbures (gaz naturel ou coupes pétrolières) sont la source principale des gaz de synthèse.

## D'autres sources d'approvisionnement en énergie
D'autres sources d'approvisionnement en énergie apparaissent en concurrence de la houille. On les désigne à l'aune de la houille qui était au XIXe siècle omniprésente, un peu comme à notre époque on désigne le pétrole brut sous le terme d'« or noir ». La formule « houille blanche » par exemple, développée à Grenoble à partir de 1878 au cours de réunions locales, puis à la foire de Lyon en 1887 par Aristide Bergès, est définitivement popularisée lors de l’Exposition universelle de Paris de 1889 ; elle devient l’expression populaire qui caractérise la puissance hydraulique sous toutes ses formes. On distingue:
- la houille noire, qui désigne la houille ;
- la houille blanche, qui désigne l'énergie hydroélectrique ;
- la houille bleue, qui désigne l'énergie marémotrice et l'énergie des vagues ;
- la houille d'or, qui désigne l'énergie solaire ;
- la houille incolore, qui désigne l'énergie éolienne ;
- la houille rouge, qui désigne la géothermie ;
- la houille verte, qui désigne l'énergie des cours d'eau.

## Utilisation contemporaine
La houille est surtout utilisée actuellement :
- dans les centrales thermiques utilisées pour la production d'électricité ou le chauffage urbain ;
- dans la sidérurgie, essentiellement pour la fabrication du coke utilisé dans les hauts-fourneaux : entre 600 et 700 kg de charbon sont nécessaires pour produire une tonne d'acier ;
- le chauffage individuel au charbon est en recul par rapport à d'autres sources d'énergie.

## XXIesiècle

### L'évolution des grands exportateurs mondiaux de la décennie 2010
L'Indonésie se trouvait sur la première marche du podium des grands exportateurs mondiaux du milieu de la décennie 2010, devant l'Australie et la Russie, et la Chine sur celui des plus grands importateurs mondiaux de la même décennie.
Les principaux exportateurs dans le monde, en millions de tonnes de charbon :
| Exportations, en millions de tonnes de charbon | 2014 | 2015 |
| Indonésie                                      | 407  | 366  |
| Australie                                      | 195  | 205  |
| Russie                                         | 132  | 133  |
| Colombie                                       | 80   | 81   |
| Afrique du Sud                                 | 68   | 76   |
| États-Unis                                     | 34   | 25   |

Les principaux importateurs, en millions de tonnes de charbon :
| s            | 2014 | 2015 |
| Chine        | 229  | 156  |
| Europe       | 185  | 165  |
| Inde         | 185  | 171  |
| Japon        | 137  | 141  |
| Corée du Sud | 98   | 98   |
| Taïwan       | 59   | 59   |

## Les grandes périodes de l'économie mondiale
- La très forte croissance mondiale des années 1830 interrompue par la Panique de 1837.
- La très forte croissance mondiale des années 1850, interrompue par le Krach de 1857.
- La longue dépression 1873 à 1896 dans le sillage de la Crise bancaire de mai 1873.
- La forte croissance mondiale des années 1900, interrompue par la Première Guerre mondiale.
- La très forte croissance mondiale des années 1920, interrompue par le Krach de 1929.
- La Grande dépression des années 1930 dans le sillage du Krach de 1929.
- La forte croissance mondiale des années 1945 à 1974, interrompue par le Premier choc pétrolier.

### Le rôle décisif des premiers entrepreneurs, belges et britanniques
- Mines de charbon de Belgique
- Mines de charbon du Lancashire
- Mines de charbon d'Écosse
- Mines de charbon de Newcastle
- premiers entrepreneurs du charbon britannique
- chronologie de l'extraction houillère